# Biri (Ungarn)
Biri ist eine ungarische Gemeinde im Kreis Nagykálló im Komitat Szabolcs-Szatmár-Bereg.

## Geografische Lage
Biri liegt sieben Kilometer südlich der Kreisstadt Nagykálló. Nachbargemeinden sind Balkány im Süden und Ludastó, welches ein Ortsteil von Nagykálló ist, im Westen.

## Sehenswürdigkeiten
- Gebetshaus der Adventisten, gebaut 2002
- Gemeindeverwaltung, ehemals Landhaus Kállay (Kállay kúria)
- Griechisch-katholische Kirche Szent Mihály főangyal, erbaut 1902–1907
- Millenniumspark (Milleneumi park)
- Römisch-katholische Kirche Páduai Szent Antal

## Gemeindepartnerschaften
- Mszana Dolna, Polen

## Verkehr
Durch Biri verläuft die Landstraße Nr. 4102. Es bestehen Busverbindungen nach Nagykálló und Balkány. Der nächstgelegene Bahnhof befindet sich in Nagykálló.